# Uninvited (Alanis Morissette)
Uninvited is een nummer van de Canadese zangeres Alanis Morissette uit 1998. Het is de eerste single van de soundtrack van de film City of Angels.
Het nummer is enkel voor de radio uitgebracht, het is nooit op cd-single verschenen. In Canada bereikte het nummer de 7e positie. In het Nederlandse taalgebied bereikte "Uninvited" geen hitlijsten, wel werd het daar een radiohit.

## NPO Radio 2 Top 2000
| Nummer met noteringen in de NPO Radio 2 Top 2000 | '18  | '19  | '20  | '21  | '22  | '23  | '24  |
| ------------------------------------------------ | ---- | ---- | ---- | ---- | ---- | ---- | ---- |
| Uninvited                                        | 1579 | 1559 | 1530 | 1292 | 1177 | 1193 | 1157 |

1. ↑  Een vetgedrukt getal geeft de hoogste notering aan.
2. ↑  2018 was het eerste jaar met een notering voor dit nummer.

## Freemasons versie
In 2007 maakte het Britse duo Freemasons een danceversie van het nummer, ingezongen door de eveneens Britse zangeres Bailey Tzuke. Deze versie veroverde een aantal Europese hitlijsten. In het Verenigd Koninkrijk haalde het de 8e positie, in Ierland de 50e, in Frankrijk en Wallonië de 11e, in de Nederlandse Top 40 de 4e en in de Vlaamse Ultratop 50 de 2e.